# Promoção e Despromoção
Em competições esportivas, promoção e despromoção (português europeu) ou acesso e descenso, rebaixamento e acesso ou promoção e rebaixamento (português brasileiro) é um dispositivo que prevê a mobilidade dos clubes ou competidores entre as diferentes divisões de uma mesma liga ou federação. Torna-se particularmente importante quando o sistema adotado é o de "turno e returno", que exige muitas datas e portanto necessita limitar o número de participantes em cada divisão.

## Tipos de acesso e descenso
Diz-se que o acesso e descenso é automático quando ele resulta diretamente dos resultados do campeonato principal: o último colocado (ou os dois últimos, ou em alguns casos os quatro últimos) de uma divisão é rebaixado para a divisão inferior na temporada seguinte; o primeiro colocado (ou os primeiros) dessa divisão inferior é promovido, ocupando a vaga (ou vagas) que foi aberta pelo rebaixamento.
Acesso e descenso não automático é aquele que é decidido em uma disputa extra, às vezes conhecida como torneio da morte: ao final do campeonato, o último colocado da série A e o primeiro da série B disputam uma vaga, em sistema eliminatório, para a série A da temporada seguinte; ou os dois últimos da série A e os dois primeiros da série B disputam, num quadrangular, as duas vagas em aberto; etc.
Algumas ligas utilizam um sistema de acesso misto: o último da série A é automaticamente rebaixado e o primeiro da série B é automaticamente promovido, mas o segundo e o penúltimo disputam, num "torneio da morte", quem fica com a vaga remanescente. Ou ainda há o caso do penúltimo de um torneio enfrentar o antepenúltimo para definir quem será o rebaixado e o segundo e terceiro colocados se enfrentarem para determinar a equipe promovida. Este sistema é usado atualmente em várias ligas europeias de futebol.
Em situações de transição, em que uma liga ou federação pretende aumentar ou diminuir o número de vagas em sua divisão principal, ocorrem eventualmente casos de acesso assimétrico, em que o número de clubes rebaixados não é igual ao de promovidos.

## Critérios de acesso e descenso
Existem basicamente dois tipos de critérios para a definição do descenso. 
O primeiro tipo computa a soma dos pontos de toda a competição, os piores colocados são rebaixados, a exemplo do que ocorre no atual Campeonato Brasileiro de Futebol. O segundo tipo, chamado "promédio", computa a pontuação média das ultimas temporadas, sendo geralmente utilizados nos campeonatos nacionais da América do Sul.

### SistemaPromedio
O Sistema Promedio é um sistema de acesso e descenso usado no Campeonato Argentino (Promedio em espanhol quer dizer "média"). 
De 1957 a 1966 e de 1983 até o presente, a Primeira Divisão Argentina usou este sistema, que é baseado no desempenho médio em várias temporadas. Originalmente nas duas temporadas anteriores, e depois três ou quatro temporadas, os clubes evitam o rebaixamento por terem um coeficiente alto, que é obtido pela divisão dos pontos conquistados nas últimas três temporadas pelo número de jogos disputados no mesmo período. As equipes com o menor coeficiente de pontos no final da temporada são rebaixadas para a Primera B Nacional.
Este sistema tem aspectos positivos e negativos, uma vez que todas as partidas disputadas pelo campeonato nas últimas temporadas estão incluídas no coeficiente para os clubes. As equipes têm um incentivo para marcar pontos em todas as partidas da temporada, o que significa que as equipes que não estão disputando o título ou lutando contra o rebaixamento na temporada atual querem vencer mesmo nas partidas finais para reduzir o risco de rebaixamento na próxima temporada; exemplos são o Club Atlético Banfield ser campeão do Torneo Apertura em 2009 e último colocado no campeonato seguinte, o Torneo Clausura 2010, sem ser rebaixado até o final do Torneo Apertura 2010 com o penúltimo lugar.
Da mesma forma, o River Plate terminou em último no Torneo Apertura 2008 e depois de duas campanhas ruins e uma regular foi rebaixado no Torneo Clausura 2011 apesar de estar em quinto lugar e se classificar para a Copa Sul-Americana de 2011. Este sistema força as equipes recém-promovidas a lutar contra o rebaixamento desde o início da temporada. Também permite que equipes com baixo orçamento e com boas campanhas anteriores possam disputar competições internacionais sem precisar priorizar o campeonato para evitar o rebaixamento; exemplos disso são o Club Atlético Lanús , vencedor da Copa Sul-Americana de 2013 , ou o Club Atlético Talleres , vencedor da Copa Conmebol de 1999. A Primeira Divisão Uruguaia adotou o mesmo sistema em 2016.
Além disso, um sistema semelhante foi usado apenas na edição de 1999 do Campeonato Brasileiro Série A.
A crítica em relação a este modelo está no fato de privilegiar os grandes clubes, pois somente são rebaixados se repetirem vários campeonatos ruins, confundir o torcedor devido a sua matemática de casas milesimais e por último de ser prejudicial aos clubes recém-promovidos, pois estes iniciam suas participações sem o apoio de boas campanhas anteriores como ocorre com os clubes que já disputam a competição, afinal os clubes de baixo promédio foram rebaixados. Para minimizar este prejuízo aos clubes recém-promovidos, no Campeonato Colombiano de Futebol os clubes que vierem da Segunda Divisão entram com o promédio do primeiro clube a não ser rebaixado cuja média não foi aceitada de pontos é geralmente acima de 1,100 o que é melhor do que iniciar sem promédio (ou seja, com 1,000).

## Clubes jamais rebaixados no Brasil
No Brasil, 13 clubes nunca foram rebaixados por nenhuma divisão nacional:
- Série A - Flamengo, Mirassol e São Paulo
- Série B - Amazonas, Athletic e Novorizontino
- Série C - Anápolis, Botafogo-PB, Floresta, Maringá, Retrô, São Bernardo e Ypiranga de Erechim